# Geologische Karte

Moderne geologische Karte von Lothringen mit vereinfachter Farbkennzeichnung und einigen wenigen geographischen Informationen

Frühe petrografische Karte, Grafschaft Mansfeld, 1815 (handkolorierter Kupferstich)

Eine geologische Karte ist eine thematische Karte, die den geologischen Bau des kartierten Gebietes an seiner Oberfläche und/oder dem oberflächennahen Untergrund darstellt. Oft ist eine geologische Karte zur anschaulicheren Darstellung der Lagerungsverhältnisse um ein geologisches Profil ergänzt. Grundlage einer geologischen Karte sind eine entsprechende topographische Karte in Verbindung mit einer geologischen Kartierung.

## Kartendarstellung
Im Normalfall stellt eine geologische Karte die an der Oberfläche anstehenden Gesteine dar, welche die geologische Struktur eines Gebietes bestimmen. Außer im Spezialfall der Bodenkarte werden die die eigentliche Oberfläche bildenden Böden und Lockergesteine jedoch nur berücksichtigt, wenn sie eine Mächtigkeit von mehr als 1,5 m besitzen, ansonsten werden sie nicht dargestellt. Eine geologische Karte ist also im Normalfall eine abgedeckte geologische Karte.
Eine einfache geologische Karte stellt die Verbreitung der verschiedenen Gesteine wie Sandstein, Kalkstein, Schiefer, Granit oder Gneis dar, die sich anhand von Gesteinsausbildung, Farbe oder Zusammensetzung unterscheiden lassen. Die in der Geologie normalerweise benutzte Karte geht über diese lithologische Darstellung hinaus, indem sie die Gesteine aufgrund ihrer Gesteinsausbildung, ihres Alters und ihres Entstehungszusammenhangs zu Karteneinheiten in einer lithostratigrafischen Karte zusammenfasst. Zusätzlich sind die wichtigsten Abweichungen vom normalen Schichtverband eingetragen, neben den verschiedenen Störungen auch anormale Schichtkontakte wie Diskordanzen oder fazielle Übergänge innerhalb einer Kartiereinheit.
Neben dieser Art der Darstellung sind weitere Formen der geologischen Kartendarstellung möglich, etwa aufgrund der Metamorphose oder Tektonik.
Zur besseren Orientierung sind die geowissenschaftlichen Markierungen und Flächenkolorite mit topografischen Grundinformationen unterlegt. Das sind Straßennetze, Flüsse, Häuser bzw. Siedlungen und einzelne Geländemarken sowie geografische Namen.

## Erläuterungsbericht
Zu einer geologischen Karte gehört im Regelfall ein Erläuterungsbericht, der die geologischen Verhältnisse im Bereich der Karte ausführlich beschreibt. Meist sind darin auch Angaben zu hydrologischen Verhältnissen, paläontologischen Fundstellen, Rohstofflagerstätten, agrargeologischen Sachverhalten und vorhandenen Erkundungsbohrungen aufgeführt. Manche Kartenautoren geben einen kurzen Überblick zur Vorgeschichte der Aufnahmearbeiten im Bereich ihres Kartenblattes.
Mit dem Text werden die zusammengefassten Beobachtungen des aufnehmenden Geologen (-teams) im Gelände niedergeschrieben und die Beziehungen zu den benachbarten Gesteinsschichten/Formationen hergestellt. Je nach Bedarf wird auf einzelne Gesteine und/oder Minerale näher eingegangen. Häufig ist der Bericht nach den Abschnitten der geologischen Erdzeitalter gegliedert.
Der Erläuterungsbericht ist besonders bei Kartensystemen, die aus mehreren Blättern bestehen, begleitender Bestandteil. Typischerweise sind die modernen Kartensysteme im Maßstab von 1:25.000 oder 1:50.000 angelegt. Beim Erwerb einer geologischen Karte ist der Erläuterungsbericht nicht zwingend beigelegt und stellt eine eigenständige Publikation dar. In Deutschland, Österreich und vielen anderen Staaten werden seit dem 19. Jahrhundert diese Berichte erstellt. Dabei war es üblich geworden, sie vor oder parallel zur separaten Drucklegung in relevanten Fachzeitschriften zu veröffentlichen.

## Verwendung geologischer Karten

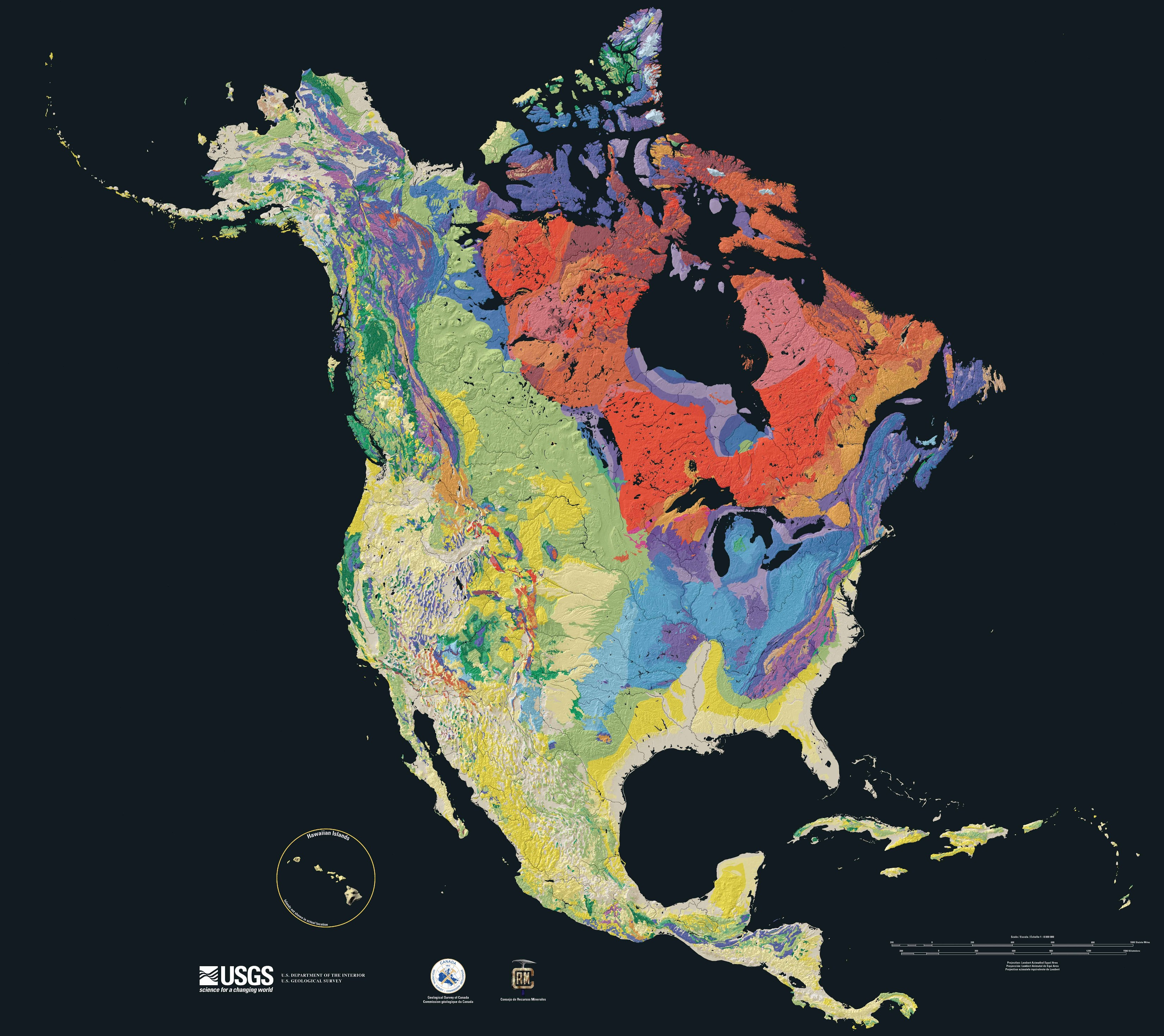
Geologische Karte Nordamerikas (2003)

Eine geologische Karte ist für Geologen ein Darstellungsmittel, das komplexe Informationen in einer sehr übersichtlichen Form zusammenbringt. Zur Orientierung in geologischen Zusammenhängen und bei Entscheidungen in geotechnischen und umweltrelevanten Fragen bietet sie ausgebildeten Spezialisten einen schnellen Einstieg in eine Region und ihren geologischen Aufbau. Sie ist die Grundlage für wasser- und forstwirtschaftliche Entscheidungen, spielt eine wichtige Rolle bei Baugrundgutachten, Tunnel- und Talsperrenbau und ermöglicht eine erste Beurteilung der Lage im Rahmen von Sanierungsuntersuchungen und bei der Beurteilung von Altlasten. Darüber hinaus ist sie die Grundlage von wissenschaftlichen Auswertungen und speziellen geologische Fragestellungen wie etwa die Möglichkeit des Vorkommens bestimmter Fossilien und Minerale, die auch für Amateurgeologen wie Mineraliensammler und Hobby-Paläontologen von Interesse sein können.
Vor diesem Hintergrund ist es wenig überraschend, dass die systematische geologische Erkundung und Kartierung in den meisten Ländern der Welt eine staatliche Hoheitsaufgabe ist, die durch spezielle Landesämter und nationale Organisationen wahrgenommen wird. Das jeweilige nationale Territorium wird in mindestens einem Kartenwerk in einheitlichem Maßstab dargestellt. Die Grundlage dieser Kartenwerke, die in verschiedenen Maßstäben vorliegen, ist die so genannte geologische Spezialkarte. Sie stellt im Gegensatz zu Kartenwerken kleineren Maßstabs die geologischen Verhältnisse in hoher Auflösung dar, dass auf ihrer Grundlage spezielle kleinräumige Aussagen getroffen werden können. Die geologische Spezialkarte ersetzt allerdings nicht die etwa für Baumaßnahmen nötige detaillierte Erkundung der örtlichen Verhältnisse etwa durch Rammkernsondierungen oder Bohrungen.
In Deutschland ist dies zum Beispiel die geologische Spezialkarte im Maßstab 1:25.000, mit deren Aufnahme in der zweiten Hälfte des 19. Jahrhunderts begonnen wurde. In Österreich und der Schweiz existieren geologische Kartenwerke im gleichen Maßstab. In Frankreich war lange Zeit die geologische Spezialkarte im Maßstab 1:40.000 gebräuchlich, sie wird zunehmend durch Karten im Maßstab 1:25.000 ersetzt.

## Kartografische Grundlagen

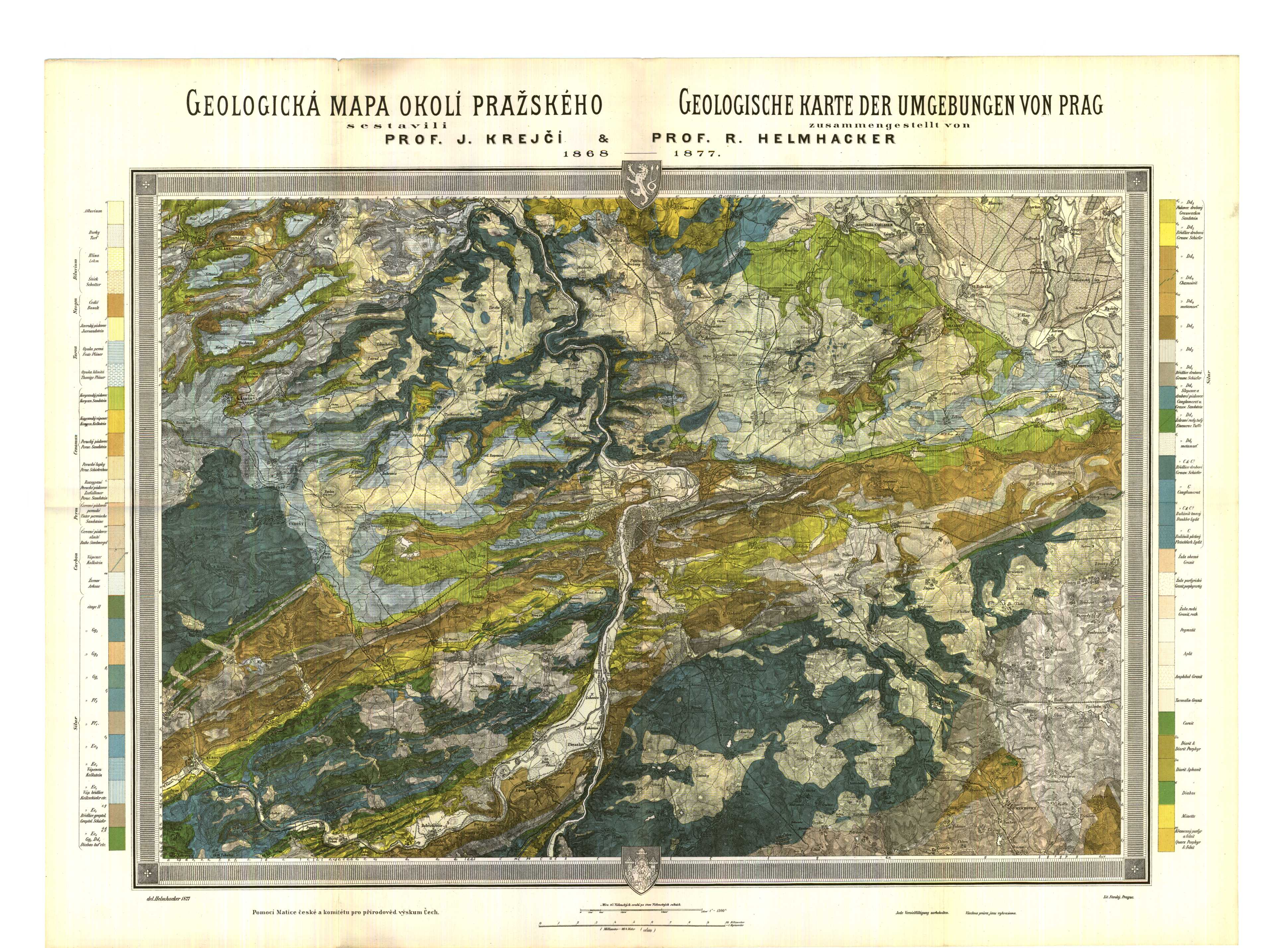
Geologische Karte von Prag und Umgebung 1877 von J. Krejčí und R. Helmhacker

Geologisches Geländeprofil (Ausschnitt) aus der Umgebung von Prag, 1879 gezeichnet von Rudolf Helmhacker

Auf einer geologischen Karte werden geologische Einheiten so exakt wie möglich und entsprechend der Zielsetzung der Karte durch Grenzlinien gegeneinander abgegrenzt. Die voneinander abgegrenzten Flächen werden mit einer einheitlichen Farbe oder Schraffur ausgefüllt, die in einer beigefügten Legende kurz erläutert wird. Zur besseren optischen Unterscheidung einzelner Farbmarkierungen wird jeweils eine Buchstabenkombination parallel zur Farbe geführt. Eine ausführliche Erklärung der Karteneinheiten und weitere Informationen, die in der Karte zum Teil nicht darstellbar sind, werden in einer Erläuterung zusammengestellt, die als Beiheft der Karte mitgegeben wird. Neben den geologischen Einheiten kann eine geologische Karte weitere Informationen in der Form von verschiedenen Linienarten, speziellen geologischen Zeichen oder zusätzlichen Schraffuren und Kartentexten sowie ausgewählten Geländeprofilen enthalten.
Kartografische Grundlage einer geologischen Karte ist eine möglichst aktuelle topographische Karte, die vor allem die Geländeformen, Höhenlinien und geographischen Gegebenheiten im selben Maßstab wiedergibt wie die geologische Karte.
Geologische Karten verwenden je nach Zielsetzung unterschiedliche Kartenmaßstäbe. Geologische Übersichtskarten werden im Maßstab 1:100.000 bis 1:1.000.000 oder kleiner dargestellt und bilden die geologischen Verhältnisse ganzer Regionen, Länder oder Erdteile ab. Geologische Spezialkarten benutzen Maßstäbe wie 1:75.000, 1:50.000 oder 1:25.000, um die örtlichen geologischen Gegebenheiten eines Gebietes wiederzugeben. Für die Darstellung kleiner Gebiete oder einzelner Aufschlüsse werden noch größere Maßstäbe wie 1:5.000 oder 1:500 gewählt.
Seit dem Internationalen Geologenkongress 1881 in Bologna wird versucht, die Farben für die Gesteinseinheiten zu standardisieren. Die Aufgaben der Standardisierung übernehmen internationale und nationale geologische Kommissionen.

## Thematische geologische Karten
Neben der schon erwähnten Form der lithologischen und lithostratigrafischen Karte existieren weitere Formen geologischer Karten. So ist einer modernen geologischen Spezialkarte im Maßstab 1:25.000 je nach kartiertem Gebiet eine tektonische Karte beigegeben. Diese Karte ist meist nicht farbig angelegt, es sind nur die auf der eigentlichen geologischen Karte eingezeichneten Schichtgrenzen und Störungen abgebildet. Zusätzlich sind alle Stellen, an denen die Raumlage der Schichtung oder andere Gefügeelemente wie Schieferung und Klüftung bei der Kartierung messbar waren, durch spezielle Zeichen gekennzeichnet, welche durch den jeweiligen Messwert begleitet werden. In Gebieten mit gefalteten Schichten wird der Verlauf der Faltenachsen der wichtigsten Sättel und Mulden mit speziellen Linien eingezeichnet. Häufig werden in der tektonischen Karte Daten zur Metamorphose der Gesteine eingetragen, so etwa die Inkohlung.
Der geologischen Spezialkarte wird im Regelfall eine Karte der Steine und Erden (Erze) ebenfalls beigefügt. Auf ihr sind die bekannten Lagerstätten und Vorkommen von Erzen und die Gebiete mit wirtschaftlich nutzbaren Natursteinvorkommen verzeichnet, ebenso die aktiven und aufgelassenen Abbaugebiete solcher Bodenschätze. Eine Spezialform dieser Karte ist die spezielle Lagerstättenkarte, welche als eigenständiges Werk herausgegeben wird.
Weitere Formen der geologischen Karte sind zum Beispiel die
- ingenieurgeologische Karte
- hydrogeologische Karte
- Isopachenkarte
- Geognostische Spezialkarte

## Geschichte der geologischen Karte

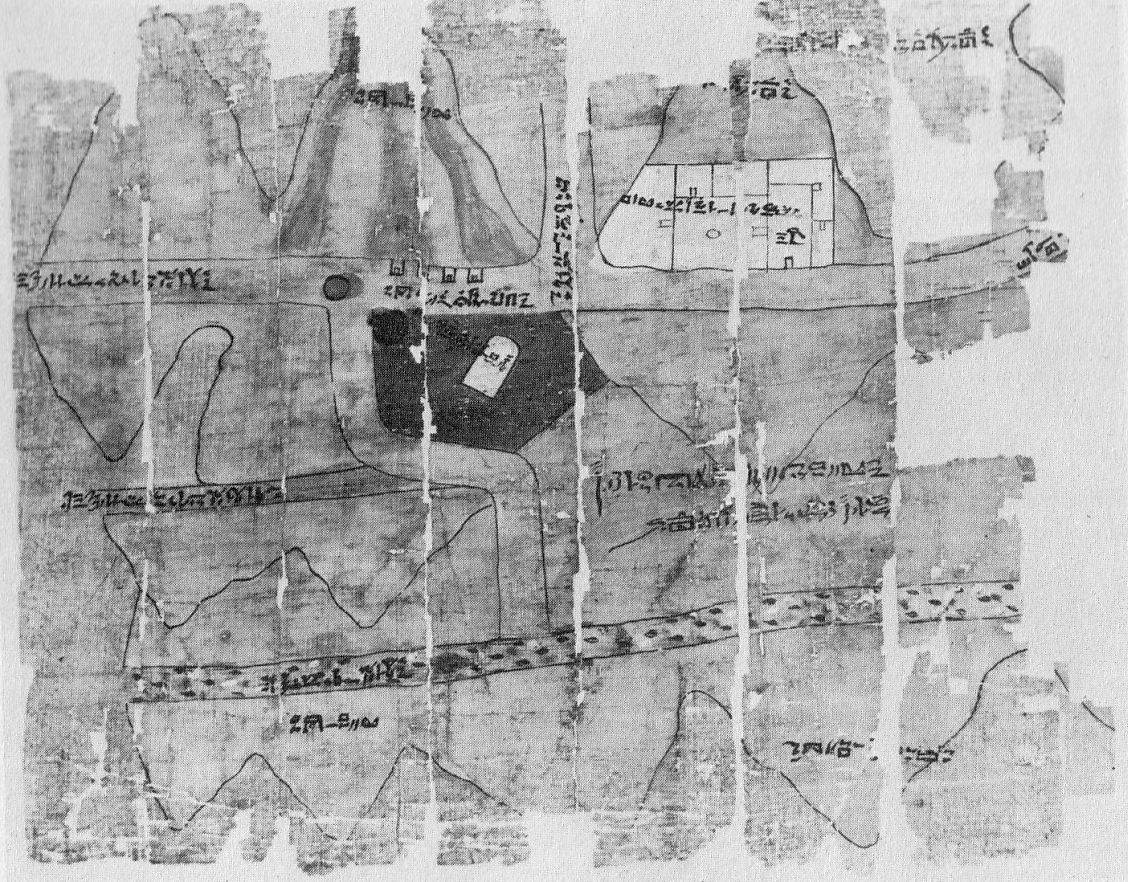
Teil des Turiner Papyrus

Die Darstellung geologischer Verhältnisse im räumlichen Zusammenhang ist schon im Altertum versucht worden. Als ältester und einziger erhaltener Beleg für solche Versuche gilt der sogenannte Turiner Papyrus, der vor mehr als 3000 Jahren von einem ägyptischen Schreiber erstellt wurde. In Europa tauchen gegen Ende des 17. Jahrhunderts die ersten kartografischen Darstellungen geologischer Zusammenhänge nach unseren heutigen Vorstellungen auf. Der Übergang von den Bergbaurevierkarten zur geologischen Karte ist fließend. Weit ältere Bergbaukarten, beispielsweise aus dem Freiberger Bergrevier, tragen Vermerke über die angefahrenen Gesteinsarten. Deshalb ist es folgerichtig, dass vor allem im Umfeld des Bergbaus und der Erzgewinnung die ersten geologischen Karten in Frankreich und England, wenig später in der Schweiz, in Deutschland und in Österreich entstanden.
Einer der Pioniere war der Militäringenieur und Kartograph Luigi Ferdinando Marsigli in Italien, der 1717 Gipsvorkommen in der Umgebung seiner Heimat Bologna kartierte und dabei auch den nicht sichtbaren unterirdischen Verlauf der Formationen mit einbezog.
Der Franzose Jean-Étienne Guettard fertigte viele regional begrenzte mineralogische und vulkanologische Karten an, schreckte aber davor zurück von lokalen Beobachtungen zu übergreifenden geologischen Formationen zu verallgemeinern und trat deshalb 1777 auch vom Projekt einer geologischen Karte Frankreichs zurück, trotz seiner jahrelangen Vorarbeiten. In seinen Untersuchungen, dem Anfertigen der Karten und auf den dazu notwendigen Reisen wurde er vom jungen Antoine de Lavoisier begleitet und unterstützt.
Ein weiteres frühes Beispiel ist eine Karte von Helgoland eines anonymen Marine-Kartographen von 1757, in der die Formationen Buntsandstein, Muschelkalk, Kreide und Kohle dargestellt sind und deren Grenzen. Der Kartograph bezog dabei auch Gebiete unter der Wasseroberfläche ein (die Karte war wahrscheinlich in erster Linie für Seeleute zur Navigation um Helgoland gedacht).
Üblicherweise wird William Smith (1801) als „Vater“ der ersten großräumigen geologischen Karte (England, Wales) mit systematischer Berücksichtigung geologischer Formationen betrachtet. Erste Vorschläge in diese Richtung gab es in England schon 1683 von Martin Lister allerdings ohne praktische Konsequenzen.
Mit dem Namen Abraham Gottlob Werner sind frühe systematische Kartierungsarbeiten in Sachsen verbunden. Sie resultieren aus einem 1788 von der kurfürstlich sächsischen Regierung an das Oberbergamt erteilten Auftrag, die Steinkohlevorkommen umfassend zu untersuchen. Der Kurfürst erteilte 1791 Werner direkt den Auftrag, diese Arbeiten in die Hand zu nehmen. Er nutzte den Auftrag dazu, eine generelle geologische Kartierung von Sachsen in Angriff zu nehmen, die den Grundstock der Geognostischen Landesuntersuchung Sachsens darstellte. Anfang des 19. Jahrhunderts wurde auch in einigen anderen der damals noch weitgehend eigenstaatlichen deutschen Länder mit den ersten systematischen geologischen Landesaufnahmen begonnen (häufig bei den jeweiligen Bergämtern angesiedelt und in den ersten Vorläufern der geologischen Landesanstalten), die ihren ersten Höhepunkt gegen Ende des Jahrhunderts erreichte, so etwa, bei der geologischen Landesaufnahme der Preußischen Geologischen Landesanstalt, des Bayerischen Geologischen Landesamts unter Carl Wilhelm von Gümbel oder in den Landesaufnahmen in Baden und Württemberg. Etwa zur gleichen Zeit begann auch in den anderen europäischen Ländern und in Nordamerika die systematische Erstellung flächendeckender Spezialkarten. Noch heute liegen viele Blätter der geologischen Spezialkarte Deutschlands, Englands oder Frankreichs nur in der damaligen Kartierung vor, die sich jedoch durch eine sorgfältige Kartierung und detaillierte Darstellung auszeichnen und heute noch verwendbar sind. Die flächendeckende geologische Kartierung ist in vielen Ländern der Erde, insbesondere in Entwicklungsländern und entlegenen Regionen, immer noch nicht vollständig abgeschlossen.
Zunehmend wird die digitale Darstellung geologischer Karten üblich, und viele geologischen Landes- und Bundesämter bieten freien Zugriff auf geologische Karten in hoher Auflösung über das Internet. Die Auffassung, dass die in staatlichen geologischen Informationen dem Bürger zum freien Zugriff zur Verfügung stehen müssen, beginnt sich immer mehr durchzusetzen. Besonders herausragende Beispiele sind der United States Geological Survey (USGS), der eine überwältigende Fülle geologischer Informationen frei zugänglich macht, oder der staatliche geologische Dienst in Frankreich, das Bureau des Récherches Géologiques et Minières (BRGM). In Deutschland bieten viele Bundesländer einen Kartenserver im Internet an, und in Österreich sind zahlreiche geologische Übersichts- und Spezialkarten in ausreichender Auflösung im Internet verfügbar.

### Frühe geologische Karten
Geologische Karten im heutigen Sinne sind ab dem 18. Jahrhundert vor allem aus Europa bekannt. Die folgende Tabelle listet einige Beispiele solcher Karten auf.
| Jahr               | Autor                                                                | Titel | Besonderheiten |
| ------------------ | -------------------------------------------------------------------- | --- | --- |
| 1743               | Christopher Packe                                                    | A new Philosophico-Chorographical Chart of East Kent | spezielle Signaturen und Linien für geologische Aufschlüsse und Beobachtungen |
| 1752               | Jean-Étienne Guettard                                                | Carte minéralogique où l'on voit la nature des terrains du Canada et de la Louisiane | Nach den Berichten französischer Offiziere zusammengestellt |
| 1761               | Georg Christian Füchsel                                              | Historia terrae et maris ex historia Thuringiae pernotium descriptionem erecta | Zeichen, Buchstaben und Zahlen für geologische Aufschlüsse und Beobachtungen, erste geologische Karte eines Teils Deutschlands                                                       |
| 1768               | Christian Hieronymus Lommer                                          | | Älteste geologische Karte im Bereich des Landes Sachsen und früheste Verwendung von Farbe in geologischen Karten                                                                     |
| 1775               | Friedrich Gottlob Gläser                                             | Versuch einer mineralogischen Beschreibung der gefürsteten Grafschaft Henneberg, Kursächsischen Anteils, nebst einer kurzen Geschichte des ehemaligen und jetzigen Bergbaues ders. | Geologische Karte der Grafschaft Henneberg, ebenfalls Verwendung von Farben |
| 1778               | Johann Friedrich Wilhelm Toussaint von Charpentier                   | Mineralogische Geographie der Chursächsischen Lande, Leipzig | Verteilung der Gesteine und Mineralien auf einer großen geologischen Karte |
| ungefähr 1775–1780 | Jean-Étienne Guettard                                                | | Mineralogische Karte von Frankreich + England mit nicht kolorierter Karte der Vorkommen von Gesteinen, Mineralen und anderen Informationen                                           |
| 1780               | Jean-Étienne Guettard, Antoine-Grimald Monnet                        | Atlas et description minéralogiques de la France. | Mineralogischer Atlas von Frankreich, 60 Kartenblätter. |
| 1783               | Johann Karl Wilhelm Voigt                                            | Mineralogische Reisen durch das Herzogtum Sachsen-Weimar-Eisenach. 2 Bände, hrsg. von Johann Wolfgang von Goethe | Geologische Profile |
| 1783               | Johann Karl Wilhelm Voigt                                            | Mineralogische Beschreibung des Hochstifts Fulda. Dessau und Leipzig | Farbige geologische Karte |
| 1789               | Georg Lasius                                                         | Beobachtungen über die Harzgebirge | Petrographische Karte und Profil |
| 1792               | Mathias von Flurl                                                    | Beschreibung der Gebirge von Baiern und der oberen Pfalz | Erste geologische Karte von Bayern |
| 1797               | Wilhelm von Hisinger                                                 | | Karte von Westgotland, Schweden |
| 1797–1807          | Gustaf Hermelin                                                      | unter anderem Karta öfver Götarike eller Södra delen af Swerige | Karte von Westgotland, Nerike und Schonen, Schweden |
| 1801               | William Smith                                                        | Geological map of England and Wales | Kleinmaßstäbliche Karte mit der Verbreitung von sieben geologischen Formationen |
| 1807               | Johann Carl Freiesleben                                              | Geognostischer Beytrag zur kenntniss des Kupferschiefergebirges mit besonderer Hinsicht auf einen Theil der Graffschaft Mannsfeld und Thüringens: Erster Theil. Freyberg, bey Craz und Gerlach                                                                                             | Farbige geologische Karte |
| 1809               | William Maclure                                                      | Observations on the geology of the United States of America. Transactions of the American Philosophical Society | Prinzipiell richtige, einfache Darstellung der Geologie der Osthälfte der heutigen USA                                                                                               |
| 1811–1824          | William Smith                                                        | Smith’s geological atlas of England and Wales | Einzelveröffentlichung der Karten von 21 Counties in England + Wales |
| 1813               | Robert Bakewell                                                      | Introduction to Geology | Bakewells Einführung in die Geologie enthielt unter anderem die erste, wenn auch wenig Einzelheiten zeigende geologische Karte von ganz England und erreichte bis 1838 fünf Auflagen |
| 1815               | William Smith                                                        | A delineation of the Strata of England and Wales with part of Scotland; exhibiting the Collieries and Mines, the Marshes and Fen Lands originally overflowed by the Sea, and the varieties of soil according to the variations in the substrata, illustrated by the most descriptive names | Einzelkarte der geologischen Karte von England + Wales in kleinerem Maßstab, die erste moderne geologische Übersichtskarte                                                           |
| 1819               | George Bellas Greenough                                              | Geological Map of England and Wales | Geologische Karte von England + Wales (6 Blätter m. Erläuterungen), ausgefeilte topographische Grundlage, handwerklich hervorragende Ausführung                                      |
| 1821/31            | Christian Keferstein                                                 | Teutschland, geognostisch=geologisch dargestellt, mit Charten und Durchschnittszeichnungen, welche einen geognostischen Atlas bilden. Weimar, im Verlage des Landes=Industrie=Comptoirs | Geognostische Übersichtskarte von Deutschland |
| 1822               | William T. H. F. Strangways                                          | An Outline of the Geology of Russia | Geologische Karte von Russland |
| 1823               | Johann von Charpentier                                               | | Geologische Karte der Pyrenäen |
| 1826               | George Bellas Greenough                                              | Geological Map of England and Wales | Geologische Karte von England + Wales, reduzierter Maßstab, 1 Blatt. Die Karte war sehr populär und wurde bis heute in verschiedenen Neuauflagen publiziert.                         |
| ab 1835 / 1841     | André Brochant de Villiers, Léonce Élie de Beaumont, Armand Dufrénoy | Carte géologique de la France | Herausgabe einer ersten detaillierten geologischen Karte Frankreichs einschließlich der Erläuterungsberichte                                                                         |
| 1840               | John MacCulloch                                                      | Geological Map of Scotland | Grundlage aller darauf folgenden geologischen Arbeiten in Schottland |
| ab 1853            | N.N.                                                                 | Geologische Spezialkarte von Preussen und den Thüringischen Staaten (Folgetitel: Geologische Karte von Preußen und benachbarten Bundesstaaten, Geologische Karte von Preußen und benachbarten Bundesländern u. a.) im Maßstab 1:25.000                                                     | Der Blattschnitt wurde in den Folgewerken bis heute beibehalten (z. B. Geologische Karte der Deutschen Demokratischen Republik, Geologische Karte von Niedersachsen etc.)            |
| 1856               | Fridolin Sandberger                                                  | Geologischen Landesaufnahme im Großherzogthum Baden im Maßstab 1:50.000 | Die erste amtliche geologische Karte von Baden wurde 1858 gedruckt |
| 1871 bis 1918      | Ferdinand Schalch                                                    | Geologische Blätter des Erzgebirges und des Klettgaus | Beginn der systematischen geologischen Kartografie in Sektionen, Gründung der Badischen Geologischen Landesanstalt                                                                   |

### Frühe Kartierungsarbeiten in Österreich-Ungarn
„In den sämmtlichen Kronländern sind mehr oder weniger weit vorgeschrittene geologische Arbeiten vollendet oder doch begonnen.“ Mit diesem Satz leitet Wilhelm Haidinger 1850 seine Aussagen zur geologischen Untersuchung des Kaiserreiches im ersten Jahrgang vom Jahrbuch der k.k. Geologischen Reichsanstalt ein.

Geologische Specialkarte der Österreichisch-Ungarischen Monarchie 1:75.000, Blatt Kistanje und Drniš, ca. 1896 (aufgenommen von F,.v. Kerner, heute Kroatien, Landschaft Promina)

Die Tätigkeit Haidingers im k.k. montanistischen Museum ermöglichte ihm 1845 die Herausgabe der Geognostischen Uebersichtskarte der österreichischen Monarchie in einem Umfang von neun Blättern. Die Grundlage für dieses Werk bilden einzelne geologische Karten, die an der Bergakademie Schemnitz entstanden und das Fundament der Kartensammlung im Montanistischen Museum markieren. Mit diesem Kartenwerk in neun Teilen lag erstmals ein vollständiges Kompendium über die geologischen Verhältnisse im Kaiserreich Österreich vor.
Das Hauptwerk der geologischen Kartierung in der Donaumonarchie wurde auf den topographischen Grundlagen der Franzisco-Josephinischen Landesaufnahme im Maßstab von 1:75.000 erstellt.

#### Bosnien-Herzegowina
(nach Ćorić 1999)
Eine erste umfassende geologische Beschreibung des Dinariden-Raums wurde von Ami Boué verfasst. Die erste geologische Karte entstand auf der Grundlage seiner Arbeiten und wurde als Teil der bereits oben erwähnten Übersichtskarte (1845) von Wilhelm Haidinger im Maßstab von 1:864.000 herausgegeben. H. Sterneck fügte seinem 1877 veröffentlichten Reisebericht Geologische Verhältnisse, Kommunikationen und das Reisen in Bosnien, der Herzegowina und Nord-Montenegro eine geologische Übersichtskarte bei, die auch Eintragungen über Mineralien und Gesteinsvorkommen enthielt.
Die detaillierte Kartierung von Bosnien-Herzegowina, das als Landesteil erst 1908 unter voller österreichischer Verwaltung kam, stellte durch seine stark von den Gebirgen geprägte Oberfläche eine besondere Herausforderung dar. In einer gemeinsamen Absprache von 1879 sollten die k.k. geologische Reichsanstalt und die königlich ungarische Geologische Anstalt gemeinsame Rekognoszierungsarbeiten in Bosnien und der Herzegowina unternehmen. Dieses Vorhaben scheiterte nachträglich, weil das zuständige ungarische Ministerium einen Mangel an Fachkräften konstatierte. Als einziger ungarischer Geologe erklärte sich Franz Herbich aus Klausenburg dazu bereit. In einer ungemein aufopfernden Geländearbeit untersuchten Alexander Bittner, Edmund Mojsisovics und Emil Tietze die Verhältnisse in Bosnien und der Herzegowina. Sie verfassten gemeinsam die Erläuterungen zur Geologischen Übersichtskarte von Bosnien-Hercegovina (1880, Hrsg. Franz von Hauer, Wien).
Friedrich Katzer, Direktor der im Jahr 1912 aus der Berghauptmannschaft heraus gegründeten Bosnisch-Hercegovinischen Geologischen Staatsanstalt, veranlasste bis 1924 umfassende geologische Erkundungs- und Kartierungsarbeiten. Dabei entstand die geologische Übersichtskarte Bosniens und der Herzegowina im Maßstab 1:200.000 sowie in einem Umfang von sechs Blättern. Weiterhin erschienen bis 1922 zehn Blätter der Formationsumrisskarten im Maßstab 1:75.000. Viele wertvolle Unterlagen gingen verloren, als im Balkankrieg 1992–1995 auch die Fachbibliothek vom Geoloski zavod in Sarajevo der Zerstörung zum Opfer fiel.

#### Slowenien
(nach Ramovš 1999)
Im Bereich vom heutigen Slowenien waren die geologischen Aufnahmearbeiten besonders kompliziert. Einerseits hatte man im ostalpinen Bereich mit den Julischen Alpen und Karawanken schwierig zu begehende Berglandschaften und andererseits differenzierte Situationen in den davon südlich liegenden Landschaften und Karstgebieten. Der erste hier kartierende Geologe der k.k. geologischen Reichsanstalt (GRA) war Marko Vincenc Lipold. Seine bekannteste Arbeit behandelt das Bergbaugebiet von Idrija und stammt aus dem Jahr 1872. Diese Arbeit erhielt auf der Wiener Weltausstellung von 1873 eine Auszeichnung. Das Wirken von Lipold im Dienste der GRA wird als besonders ergebnisreich eingeschätzt. Von ihm stammen neun geologische Übersichtskarten im Maßstab 1: 144.000 vom Gebiet des heutigen Slowenien.
Ferner befassten sich Guido Stache (Karstgebiete 1888–1891), Dionýs Štúr (Krain, 1856) Karl Peters (Karawanken, 1856), Franz Kossmat (Karstgebiete, 1895–1899), Friedrich Teller (Südsteiermark, Krain, Karawanken 1885–1899), Julius Dreger (1892–1905) sowie Theobald von Zollikofer (Untersteiermark, 1859) mit weiteren Kartierungsarbeiten. Der Zeitraum 1880 bis 1910 bildete hierbei die Hauptepoche für die geologische Detailaufnahme. Vieles davon bildete die Grundlage für 14 Kartenblätter der Geologischen Spezialkarte im Maßstab 1:75.000, die zwischen 1895 und 1931 erschienen. Mehrere andere Kartenblätter blieben unveröffentlicht.

#### Ungarn
(nach Dudich 1999, Böckh/Szontagh 1900)
Auf dem Gebiet vom Königreich Ungarn verliefen die Kartierungsarbeiten anfangs parallel. Die ungarischen Geologen kartierten Landesteile in Verantwortung vom königlichen Ungarischen Nationalmuseum unter der Leitung seines Custos Maximilian Hantken von Prudnik. Die Geologen der k.k. geologische Reichsanstalt (GRA) unternahmen zwischen 1858 und 1861 eigene Übersichtsaufnahmen in Ungarn.
Führende ungarische Geologen fanden sich am 20. August 1868 zur Konstituierung einer vorläufigen ungarischen geologischen Section zusammen. Das waren Maximilian Hantken (Custos vom Ungarischen Nationalmuseum), Karl Hofmann (Prof. am Budapester Polytechnikum), Benjamin Winkler von Kőszeg (kgl. Montan-Expectant), Johann Böckh (kgl. Montan-Expectant) und Anton Koch (Universitätsassistent). Diese Gruppe begann mit Kartierungsarbeiten auf den Blättern der Regionen von Budapest und Tata bis Esztergom.
Mit der Gründung der k. ungarischen geologischen Anstalt im Jahr 1869 schuf man auf Anordnung des Ministers für Ackerbau, Industrie und Handel eine eigenständige staatliche Institution zur geologischen Erkundung des Landes. Zum Direktor wird Maximilian Hantken ernannt. Der Beginn war von erheblichem Personalmangel gekennzeichnet und man musste zusätzlich Geologen auf Honorarbasis zur Geländekartierung engagieren.

Geologische Karte vom Königreich Ungarn, 1892, aufgenommen von Theodor Posewitz (Komitat Maramaros, Grenzgebiet zum österr.-ungar. Kronland Galizien, östliches Karpatengebiet)

Im Jahre 1870 beklagt in Wien aber der Direktor (GRA) Franz von Hauer, dass vom zuständigen ungarischen Ministerium die unterstützenden Kartierungsarbeiten von Wiener Geologen im nördlichen Ungarn (heute Slowakische Republik) nicht mehr in Anspruch genommen wurden. Dieses ministerielle Manöver beschreibt die schwierige Kooperationssituation vor dem Ausgleichsvertrag zwischen beiden Landesteilen.
Die persönliche Freundschaft zwischen den beiden Repräsentanten Hauer und Hantken sicherte einen gewissen Informationsfluss zu Gunsten der Arbeit am gesamten Kartenwerk.
Die eigenständige ungarische Kartierung verläuft um 1869 in den Gebieten nördlich und westlich von Klausenburg sowie 1870–72 in den Gebieten der Komitate Máramaros, Ugocsa und Szatmár. Unabhängig davon erschienen 1872 in Wien die Geologische Uebersichtskarte der österreichisch-ungarischen Monarchie, Blatt IV Ostkarpathen und 1873 das Blatt VIII Siebenbürgen, herausgegeben von Franz von Hauer.
Die ungarische Anstalt erweiterte ihr Personal 1883 um die Stelle eines Montangeologen. Dieser, Alexander Gesell, befasste sich nun mit der geologischen Aufnahme in den klassischen ungarischen Bergbaugebieten, zunächst im Bereich Körmöcbánya und Nagybanya, später im Siebenbürgischen Erzgebirge. Erst um 1908 erfolgen Kartierungsarbeiten auf dem Gebiet vom heutigen nördlichen Kroatien und der Adriaküste.

### Frühe Kartierungsarbeiten in Griechenland und der Ägäis
(nach Neumayr/Teller/et al. 1880)
G. Richard Lepsius führte mit Unterstützung der Kgl. Akademie der Wissenschaften zu Berlin geologische Aufnahmen in Attika durch, wozu er topographische Karten im Maßstab 1:25.000 nutzte, die im Zeitraum 1875 bis 1885 vom Kaiserlich deutschen archäologischen Institut (E. Curtis, J.A. Kaupert) erstellt waren.
Ein besonderes Verdienst zur geologischen Erkundung und Kartierung in Griechenland kommt einer Gruppe österreichischer Geologen zu, die zu diesem Zweck in den Jahren 1874 bis 1876 Teile vom griechischen Festland und zahlreiche Inseln bereisten. Melchior Neumayr, Leo Burgerstein und Friedrich Teller führte 1875 geologische Untersuchungen in Thessalien und auf der Halbinsel Chalkidike durch. Alexander Bittner untersuchte im Folgejahr den geologischen Aufbau der Regionen Attika, Böotien, Lokris und Parnasis, und Melchior Neumayr führte Untersuchungen im westlichen Mittelgriechenland durch. Diese aufwendige Expedition beruhte auf einem Erlass des k.k. Unterrichtsministerium vom 2. Juni 1875, der die geologische Erkundung im „Orient“ zum Ziel hatte. Die Leitung lag bei Melchior Neumayr.

Geologische Karte der Insel Chios, aufgenommen von Friedrich Teller, 1880

Melchior Neumayr besuchte 1874 die Insel Kos und erstellte eine komplette geologische Karte im Maßstab von ca. 1:120.000 (1880 publiziert). Ihre topographische Grundlage bezog sie aus der englischen Admiralitätskarte von Graves und Thomas Abel Brimage Spratt. Friedrich Teller untersuchte und kartierte 1874 die Insel Chios (1880 publiziert) und 1876 die geologischen Verhältnisse auf Euböa.
Aus diesen Aufnahmearbeiten der österreichischen Geologen entstanden mehrere größere Kartenwerke. An erster Stelle ist die Geologische Übersichtskarte des festländischen Griechenland und der Insel Euboea im Maßstab 1:400.000 von Bittner, Neumayr und Teller zu nennen, die 1880 als farbiger Druck publiziert wurde. Als topographische Grundlage diente eine Karte von französischen Generalstabsoffizieren im Maßstab 1:200.000.
Das zweite Kartenwerk ist die Geologische Übersichtskarte der nordwestlichen Küstenländer des ägäischen Meeres, von Leo Burgerstein, Melchior Neumayr und Friedrich Teller im Maßstab 1:500.000 (1880 publiziert). Als topographische Grundlage diente die Carte de l’Epire et de la Thessalie von Heinrich Kiepert im gleichen Maßstab.
Als drittes Kartenwerk entstand eine Tektonische Übersichtskarte eines Theiles der Küstenländer des ägäischen Meeres im Maßstab 1: 1.850.000 von den Autoren Alexander Bittner, Leo Burgerstein, Melchior Neumayr und Friedrich Teller, publiziert 1880.

### Frühe Kartierungsarbeiten im Türkischen Reich
(nach Hochstetter 1870; 1872)

Übersichtskarte der geologischen Erkundungen F.v. Hochstetter in der europäischen Türkei, 1870 publiziert

Der österreichische Geologe Ferdinand von Hochstetter unternahm im Sommer 1869 zum Zwecke der geologischen Erkundung und begleitenden Kartierung eine Reise von Konstantinopel nach Belgrad. Diese geologischen Aufnahmearbeiten verliefen parallel mit den topographischen und Sondierungsarbeiten von einer im Auftrag der türkischen Regierung arbeitenden Ingenieursgruppe, die für den Ausbau des türkischen Eisenbahnnetzes notwendige Vorarbeiten im Gelände auszuführen hatte.
Seine Inspektionsreise begann am 30. Juli in Konstantinopel und führte zuerst nach Adrianopel (heute Edirne), Ende August über Philippopel (heute Plowdiw) und weiter nach Nisch (heute Niš) bis Belgrad und endete schließlich Mitte Oktober 1869 in Wien. Ferdinand von Hochstetter konnte sich für seine Reise bereits auf zahlreiche Vorarbeiten anderer Forscher stützen. Das ist umso erstaunlicher, da die Balkanregion in der ersten Hälfte und Mitte des 19. Jahrhunderts auf Grund gering entwickelter Infrastruktur eine nur unter erheblichen Entbehrungen zu bereisende Region darstellte.
Zur eigenen Vorbereitung seiner geologischen Studien hatte er sich auf Arbeiten von Ami Boué gestützt, vor allem auf dessen geologische Manuskriptkarte der Türkei zum Werk La Turquie d’Europe von 1840, sowie auf geologische Beschreibungen von Auguste Viquesnel (1803–1867) aus Voyage dans la Turquie d'Europe von 1868 in zwei Bänden und einem Atlas. Zudem zog er Paul de Tchihatcheffs Le Bosphore et Constantinople zu Rate, das 1864 in drei Bänden mit einer unvollkommenen geologischen Karte der Thrakischen Halbinsel erschienen war, und schließlich Beobachtungsnotizen von Karl Ludolf Griesbach. In den von Auguste Viquesenel angefertigten Karten sind petrographische Vermerke eingetragen, aber keine Formationsumrisse enthalten. Aus diesem Grund kann man sie nicht als geologische Karten bezeichnen. Eine im Jahr 1866 begonnene geologische Aufnahme durch den Engländer Arthur Lennox im Auftrag der türkischen Regierung wurde nicht weitergeführt.

Detailkarte aus den geologischen Kartierungsarbeiten F.v.Hochstetters auf dem Balkan, 1870 publiziert

Während dieser Reise benutzte Ferdinand von Hochstetter zur Geländesondierung eine topographische Karte der europäischen Türkei und des Königreiches Griechenland im Maßstab 1:1.864.000 (von Josef Scheda) in 13 Blättern, die im Verlauf seiner Reise zu seiner geologischen Manuskriptkarte wurde. Allerdings erwies sich diese Kartengrundlage in manchen Landesteilen als fehlerhaft, da sie nicht durch eine komplette Eigenaufnahme Schedas, sondern ergänzend mit Hilfe älterer französischer und russischer Vermessungsarbeiten erstellt worden war. Aus diesem Grund musste zum Beispiel im bulgarischen Witoschagebiet von Hochstetter selbst erst einmal topographisch gearbeitet werden, bevor sich seine geologischen Beobachtungen kartografisch niederschlagen konnten. Im Zuge der zum Druck führenden Vorbereitungen wurden alle Daten der während der Reise entstandenen Manuskriptkarte auf die neue Generalkarte der europäischen Türkei von Heinrich Kiepert aus dem Jahre 1870 übertragen.

Obwohl die Arbeiten Ferdinand von Hochstetters im Auftrag österreichischer Stellen erfolgten, sorgte die Türkische Regierung durch großzügige Empfehlungsschreiben für einen reibungslosen Ablauf bei allen offiziellen Stellen in den bereisten Vilâyets.
Mit der Veröffentlichung der Karte sowie eines umfangreichen zweiteiligen Erläuterungstextes in den Jahren 1870 und 1871 lag erstmals eine komplette geologische Übersichtskarte des Balkangebietes (Maßstab 1:1.000.000) vor. Bemerkenswert – und bezeichnend für die Gründlichkeit in Hochstetters Ausführungen zur Karte – sind nicht nur die umfassenden Erörterungen einzelner geologischer Formationen, sondern auch eine Auflistung der wichtigsten und die Architektur ausgewählter türkischer Städte prägenden Baugesteine (Konstantinopel, Adrianopel, Philippopel). Hierbei gibt sich der Autor als ein früher Anhänger des Gedankens kulturgeologischer Zusammenhänge zu erkennen, wofür die anregenden Impulse gerade zu jenen Ausführungen von der in dieser Zeitepoche erheblich wachsenden Bau- und Dekorationsgesteinssammlung im Wiener k.k. naturhistorischen Hofmuseum und dem unter großer öffentlicher Aufmerksamkeit verlaufenden Wirken von Sammlungskurator Felix Karrer zu sehen sind.
Albanien:
(nach Patzeld 1971; Hála 1993)
Die geologische Erkundung auf dem Gebiet vom heutigen Albanien begann fragmentarisch und war stets ein Teil von ausgedehnten Balkanreisen einzelner Forscher. Zu diesem Personenkreis zählten in besonderer Weise Ami Boué (1840) und Auguste Viquesnel (1844), da sie im damals türkisch verwalteten Land ausführliche Untersuchungen und Beobachtungen unter sehr beschwerlichen Reiseverhältnissen unternahmen.
Alfred Philippson bereiste zum Ende des 19. Jahrhunderts die Region Nordepirus und publizierte seine Ergebnisse einschließlich einer geologischen Karte in den Jahren 1895, 1896 und 1897 (Thessalien und Epirus, Reise und Forschung im nördlichen Griechenland). Auf der Grundlage der Arbeiten von Ernst Nowack entstand im Maßstab von 1:200.000 die erste geologische Karte Albaniens, die einschließlich einer eingehenden Beschreibung ihres Gebietes im Jahr 1929 erschien.
Ferner sind die Arbeiten von Franz Baron von Nopcsa ab 1905 zu erwähnen, die sich vorrangig auf Nordalbanien konzentrierten und ebenfalls kartografische Unterlagen erbrachten. Eine seiner zahlreichen Publikationen über dieses Land befasst sich 1916 mit der Geschichte der Kartografie Nordalbaniens. Im selben Jahr veröffentlicht Nopcsa im ungarischen Földtani Közlöny (Geologische Mitteilungen der Kgl. Ungarischen Geologischen Anstalt) seine Begleitworte zur geologischen Karte Nord-Albaniens.

### Frühe Kartierungsarbeiten in Skandinavien
Erste geologische Karten von Schweden stammen von Wilhelm von Hisinger und Samuel Gustaf Hermelin Ende des 18. Jahrhunderts.
Die erste systematisch erstellte geologische Karte auf dem Gebiet von Norwegen wurde 1879 im Maßstab von 1:1.000.000 herausgebracht. Sie erschien in Christiana und ist ein Werk von Tellef Dahll, Theodor Kjerulf, Carl Petersen, O.A. Corneliussen, Th. Hjortdahl und T. Lassen. Die erforderlichen Feldarbeiten begannen 1866. Auf dieser Karte ist nur das nördliche Norwegen abgebildet. Einen Teil der Erkundungsergebnisse veröffentlichte man mit einer geologischen Karte von der Region Finnmarken im Jahr 1870.
In Finnland begann die erste systematische geologische Kartierung der anstehenden Gesteine im Jahr 1877 durch die Geologische Kommission und unter der Leitung ihres ersten Direktors Karl Adolf Moberg. Gleichzeitig nahm man quartäre Bildungen auf, die später in separates Kartenwerk eingingen. Diese Kartierungsarbeiten begannen auf der Insel Kimitoön und in ihrem Umfeld. Ab 1879 erfolgte die Herausgabe gedruckter Karten aus jenen Aufnahmearbeiten im Maßstab 1:200.000, die mit insgesamt 37 Blättern Regionen im südlichen Finnland darstellen. Die Feldarbeiten für die geologische Kartierung von Zentralfinnland führte man unter der Federführung von Benjamin Frosterus in den 1890er Jahren durch, deren Kartenblätter später im Maßstab von 1:400.000 erschienen. Bei diesen Kartierungsarbeiten fanden die Geologen Anorthosite mit einzelnen Plagioklaskristallen in einer Größe von bis zu 50 cm im Querschnitt. Ferner gelang hierbei die Entdeckung der Lagerstätten des Orbiculits bei Kangasniemi. In Nordfinnland erfolgten zwischen 1899 und 1904 erstmals systematische Aufnahmearbeiten. Victor Hackman publizierte die daraus hervorgehenden ersten drei Blätter 1910, deren Erläuterungsberichte im Jahre 1914 erschienen. Auf dem Gebiet des finnischen Kareliens begann der führende finnländische Kartograph W. W. Wilkman 1895 mit topographischen Geländearbeiten, bei denen auch umfangreiche Aufzeichnungen über die beobachteten geologischen Verhältnisse und entsprechende Handstücke entstanden. Später erhielten seine Arbeiten die Mitwirkung von Benjamin Frosterus, in deren Folge bedeutende, zusammenhängende petrografische und tektonische Erkenntnisse gewonnen werden konnten. Man publizierte sie zusammen mit einer Übersichtskarte im Jahre 1901. Die bearbeiteten Gebiete sind Regionen am Ladogasee und Landschaften zwischen der damaligen russischen Grenze bis in das mittlere Seengebiet Finnlands. Aus diesen und weiteren Arbeiten gingen geologische Karten im Maßstab 1:400.000 hervor.

### Frühe Kartierungsarbeiten in Russland
In Anbetracht der Größe des Russischen Reichs konnten die frühen geologischen Kartierungen nur fragmentarische Ansätze sein. Die ausgewählten Gebiete waren meist von erheblicher rohstoffgeologischer bzw. wirtschaftlicher Bedeutung. Eine umfassende Kartierung setzte deshalb vergleichsweise spät ein und ist erst in der zweiten Hälfte des 20. Jahrhunderts maßgeblich umgesetzt worden. Der Beginn einer systematischen Kartierung liegt allerdings im 19. Jahrhundert und wird von der Allgemeinen geologischen Karte von Russland repräsentiert. Diese erste systematische geologische Karte vom europäischen Teil Russlands wurde vom 1882 gegründeten Geologischen Komitee unter Leitung von Gregor von Helmersen (von dem eine frühe geologische Karte des europäischen Russland von 1841 stammt), Alexander Petrowitsch Karpinski erstellt, woran auch Feodossi Nikolajewitsch Tschernyschow, Sergei Nikolajewitsch Nikitin und andere beteiligt waren.
An einigen Beispielen sollen frühe Kartierungsarbeiten russischer Geologen dargestellt werden.

#### Kaukasus
(nach Paffengolz 1963; Андрусова 1909)
Erste umfassende geologische Beobachtungen sind in einem sechsteiligen Werk von Frédéric Dubois de Montpéreux überliefert, die seine Ergebnisse von der Reise Ende der 1830er Jahre wiedergeben.
Die erste systematische geologische Erkundung im Kaukasusgebiet entstand in den 1840er Jahren durch die Arbeiten von Hermann von Abich. Er begann 1843 mit der Publikation über diese Region und trat ab 1878 mit einem dreiteiligen Werk Geologische Forschungen in den kaukasischen Ländern an die Fachwelt. Hermann Abich kartierte als erster Geologe in zahlreichen Regionen vom Kaukasus und dem Armenischen Hochland. Von ihm stammt die Geologische Übersichtskarte vom Kleinen Kaukasus im Maßstab 1:420.000.
Die nachfolgenden Kartierungen erfolgten in der zweiten Hälfte vom 19. Jahrhundert nun in einer Geologengruppe von der Bergverwaltung-Kaukasus, woran Archipow, Chalamow und Zulukidse beteiligt waren. Im Ergebnis dieser sehr umfangreichen und schwerpunktmäßig montangeologisch ausgerichteten Aufnahmearbeiten publizierte die Bergverwaltung-Kaukasus 1908 die erste Geologische Übersichtskarte des Kaukasus (N. I. Lebedew) in einem Maßstab 1:2.520.000. Sie konnte aber noch nicht alle Regionen geologisch differenziert darstellen.
Ergänzend muss hier auf die Arbeiten von Nikolai Iwanowitsch Andrussow verwiesen werden, die sich schwerpunktmäßig auf die Neogenschichten bezogen, aber in publizierter Form wichtige und große Teile im Kaukasus beschreiben. Viele Untersuchungen liefen seit Beginn des 20. Jahrhunderts unter Leitung des Geologischen Komitees, an dessen Spitze der Geologe A. P. Gerassimow. Alle diese Ergebnisse flossen auch in die systematische Kartierung ein.

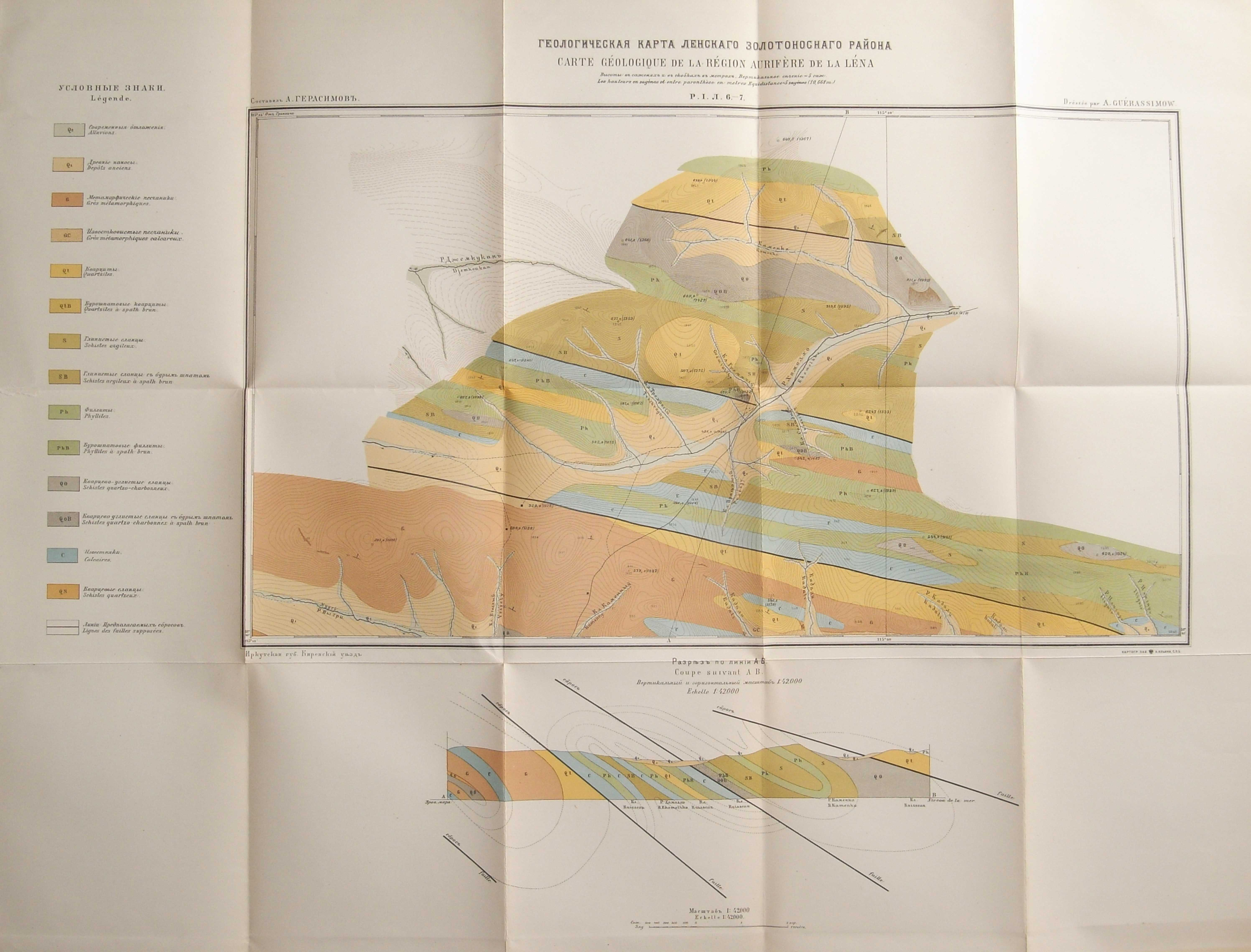
Geologische Karte der Goldfelder am Witim in Ostsibirien (1910)

#### Ural
(nach Helmersen 1848)
Der Reichtum des Urals an mineralischen Rohstoffen lenkte frühe Aufmerksamkeit der Zaren auf die Erkundung dieses Gebirges. Zur Erkundung der schwer zugänglichen Nordbereiche im Ural entsandte die Russische geographische Gesellschaft im Jahr 1847 eine Expedition, deren Ziel die Erfassung von topographischen und geologischen Erkenntnissen war. Sie bildete die erste größere Aktivität dieser Gesellschaft und stand unter der Leitung des Geologen und Obristen Hoffmann sowie an zweiter Stelle dem bergbaulich erfahrenen Major Strajewskji. Das konkrete Anliegen der Expedition bestand in der ersten topographischen und geologischen Übersichtsaufnahme nördlich des 64. Breitengrades. Die Expedition begann am 30. Mai in Tscherdyn 1847 und endete am 25. September desselben Jahres in Berjosow.

#### Zentralasien
(nach Guntau 1979)
Der russische Geologe Wladimir Afanassjewitsch Obrutschew übernahm in den Jahren 1886 bis 1888 als junger Absolvent im transkaspischen Gebiet geologische Kartierungsarbeiten im Bereich der Eisenbahntrasse Astrachan-Tschardschou-Samarkand.

#### Ostsibirien
(nach Gerasimov 1910; Guntau 1979)
Als Wladimir Afanassjewitsch Obrutschew 1988 zum Chefgeologen im Irkutsker Bergamt ernannt wurde, widmete er sich weiteren geologischen Detailaufnahmen im Baikalseegebiet, Flussgebiet der Lena sowie in den dort befindlichen Goldfeldern.
Von A.P. Gerassimow sind geologische Kartierungsarbeiten vorgenommen worden, die sich mit den sibirischen Goldbergbauregionen in der Lenaregion befassen. Die Publikation seiner Arbeiten (Karte mit Profil und umfassender Erläuterungsbericht) erfolgte um 1910 in Sankt Petersburg. Seinen Aufnahmearbeiten wurde ein regionales Kartensystem im Maßstab 1:42.000 zu Grunde gelegt. Die erschienenen geologischen Beschreibungen befassen sich mit den Bergwerken am Schuja-Nebenfluss Watscha und bei der Siedlung Tichono-Sadonski (heute Kropotkin) in den Witim-Goldfeldern. Dieses Bergbaugebiet ist bis in die Gegenwart aktiv.

## Gegenwart
Heute beschäftigen sich geowissenschaftliche Institutionen mit der dementsprechenden Kartografie, etwa die Bundesanstalt für Geowissenschaften und Rohstoffe in Deutschland sowie die mit der hoheitlichen Zuständigkeit beauftragten Landesämter. In Österreich wird diese Aufgabe von der Geologischen Bundesanstalt ausgeführt, und das Kartenwerk Geologische Karte der Republik Österreich herausgegeben. In der Schweiz werden geologische Karten vom Bundesamt für Landestopografie swisstopo herausgegeben. Die United States Geological Survey, die zentrale Behörde der USA auf diesem Themengebiet erstellt auch geologische Karten von Himmelskörpern.
Es gibt mittlerweile Bestrebungen globale lithologische und geologische Karten aus nationalen Einzelkarten zu erarbeiten.